# Ярнольд, Элизабет
Элизабет Ярнольд (англ. Elizabeth Yarnold, 30 октября 1988 года) — британская скелетонистка, единственная в истории скелетона двукратная олимпийская чемпионка (как среди женщин, так и мужчин). Обладательница Кубка мира, чемпионка мира 2015 года.

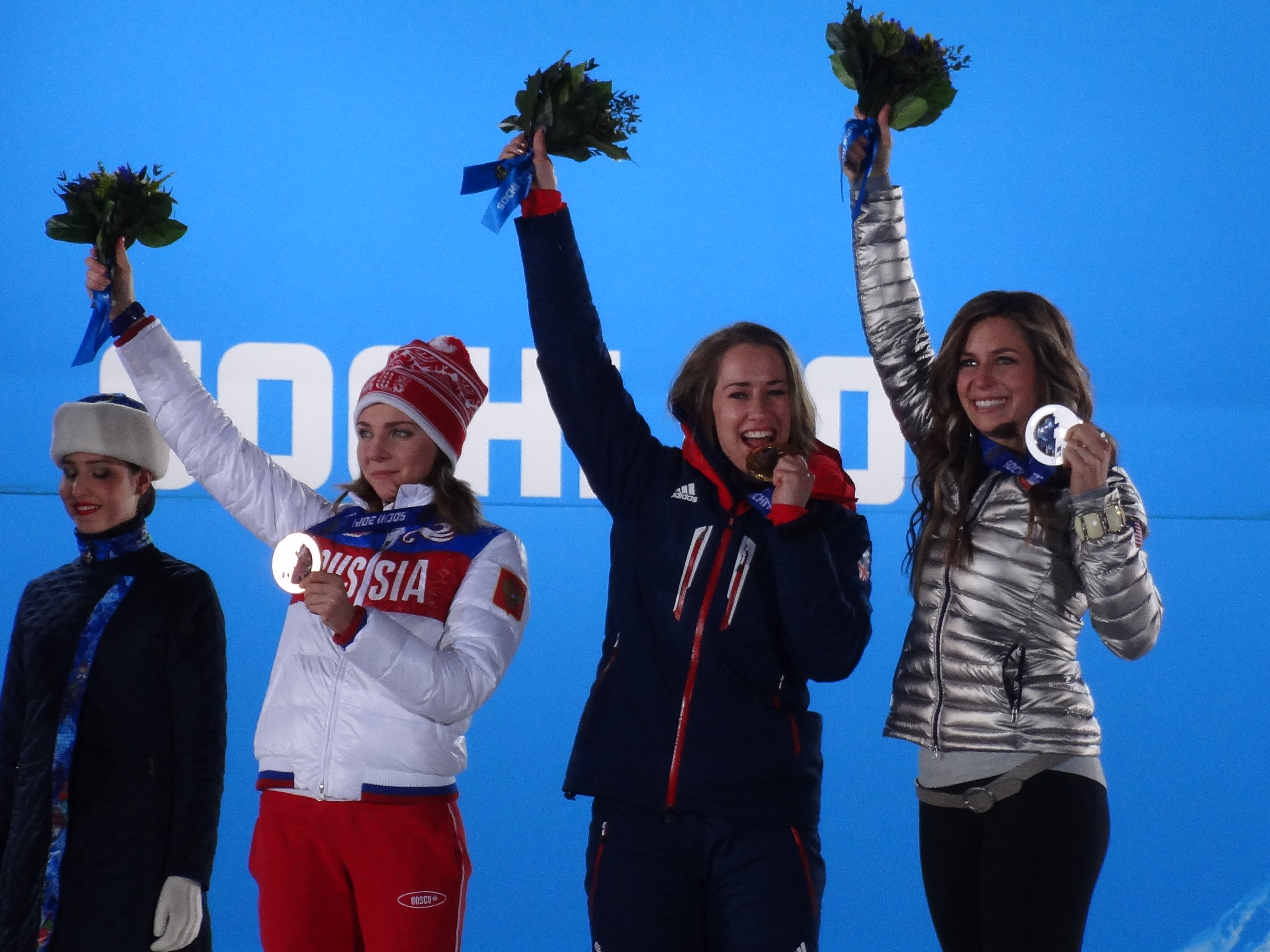
Церемония награждения на XXII Зимних Олимпийских Играх в Сочи

## Биография

### Обучение
Училась в школе архангела Михаила в Отфорде, графство Кент, школе грамоты для девочек в Мейдстоне и университете Глостершира.

### Занятия скелетоном
Изначально занималась семиборьем, на занятия спортом Ярнольд вдохновило выступление Дениз Льюис на Олимпийских играх в Сиднее. В 2008 году перешла в скелетон. Элизабет считала, что ей стоит заняться конным спортом, однако её убедили сделать иной выбор. Начала соревноваться в 2010 году, одержав победу на внутреннем квалификационном турнире, прошла отбор в национальную сборную и стала принимать участие в крупнейших международных стартах, показывая довольно неплохие результаты. В ноябре дебютировала в европейском кубке и на этапе в итальянской Чезане сразу же закрыла десятку сильнейших, тогда как в декабре на этапах в австрийском Иглсе уже выиграла две золотые медали. По окончании сезона также взяла серебро на молодёжном чемпионате мира в американском Парк-Сити и в рейтинге лучших скелетонисток мира разместилась на тридцать пятой строке.
В следующих сезонах Ярнольд изучала треки, развивала навыки пилотирования и совершенствовала физическую форму. В Кубке мира 2011/12 заняла 9-е место в общем зачете, стала чемпионкой мира среди юниоров, а на взрослом первенстве заняла третье место.
В Пхенчхане завоевала вторую золотую медаль олимпийских игр.

### Сезон 2013/14
С первых же заездов олимпийского сезона стало очевидно, что Ярнольд вышла на новый уровень. Открывавшую сезон гонку в Калгари Элизабет выиграла. Американка Ноэль Пайкус-Пейс была дисквалифицирована за технические нарушения. Отчасти этот эпизод спровоцировал дуэль между спортсменками. Ярнольд выиграла Кубок мира, а также золото Олимпийских игр, опередив соперницу на 0,97 секунды. Во всех четырёх заездах англичанка показывала лучшее время, а в третьем установила рекорд трассы. Таким образом, Великобритания завоевывала медали в женском скелетоне на всех Олимпиадах.